# Are (okręg miejski)
Are – okręg miejski w Estonii, w prowincji Pärnu, ośrodek administracyjny gminy Are. Okręg w 2000 roku, zamieszkiwało 491 osób.